# Metallo

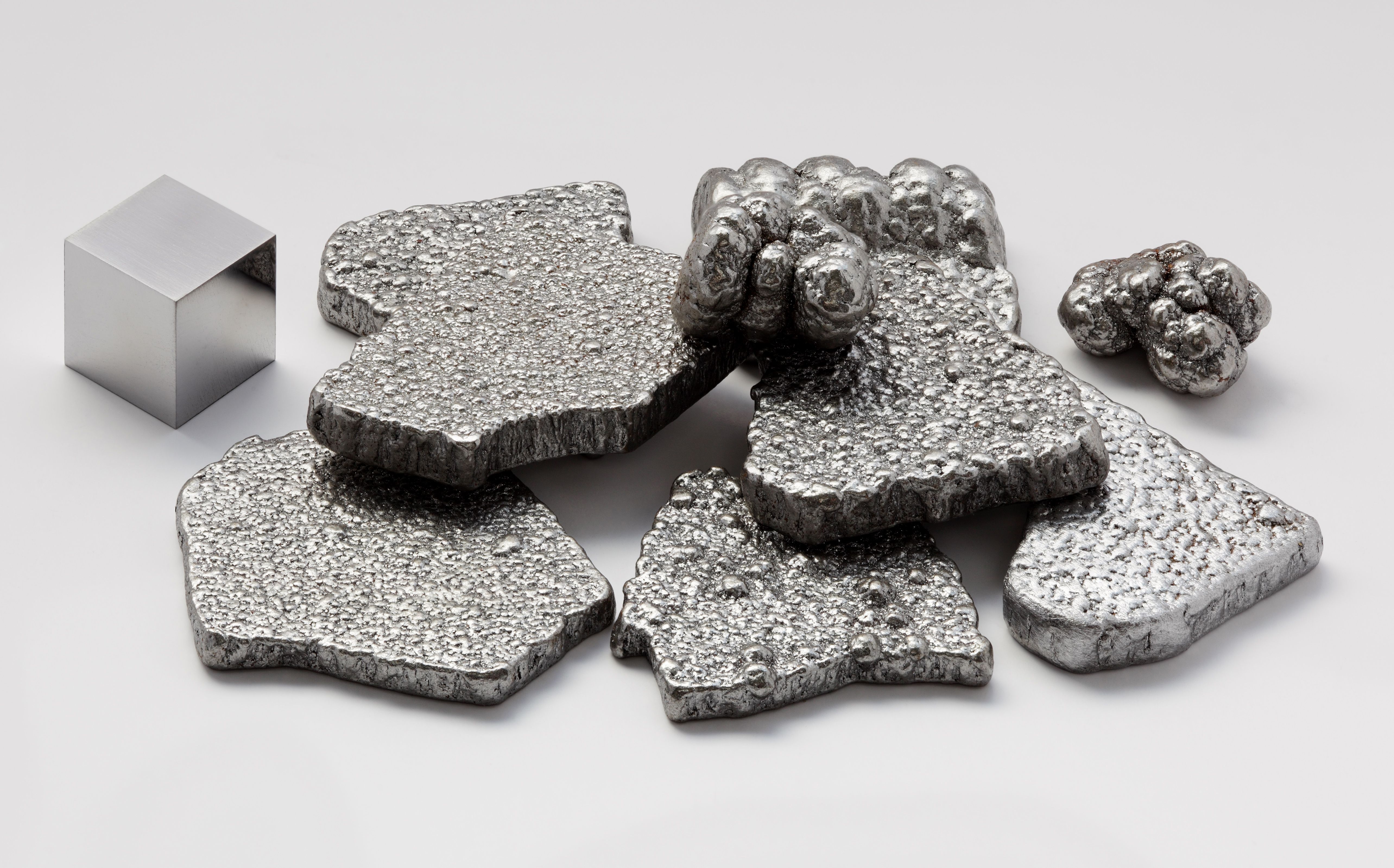
Metallo, nello specifico ferro.

Un metallo, inteso nel senso di "elemento metallico", è un elemento chimico che costituisce una delle tre categorie in cui sono suddivisi gli elementi della tavola periodica degli elementi (le altre due categorie sono quelle dei metalloidi e dei non metalli). A questa categoria appartiene una maggioranza rilevante di elementi chimici.
I primi metalli storicamente lavorati (il rame e lo stagno) sono stati quelli dotati di una temperatura di fusione non troppo elevata, già ottenibile con gli antichi forni di circa 10.000 anni fa (epoca in cui, presumibilmente, iniziò la lavorazione del rame). I vari tipi di metalli sono stati tuttavia scoperti in epoche distanti nel tempo poiché ben pochi metalli sono reperibili in natura allo stato nativo e perché ogni metallo ha una sua particolare temperatura di fusione che rende più o meno facile la sua estrazione dai minerali che lo contengono.

## Storia

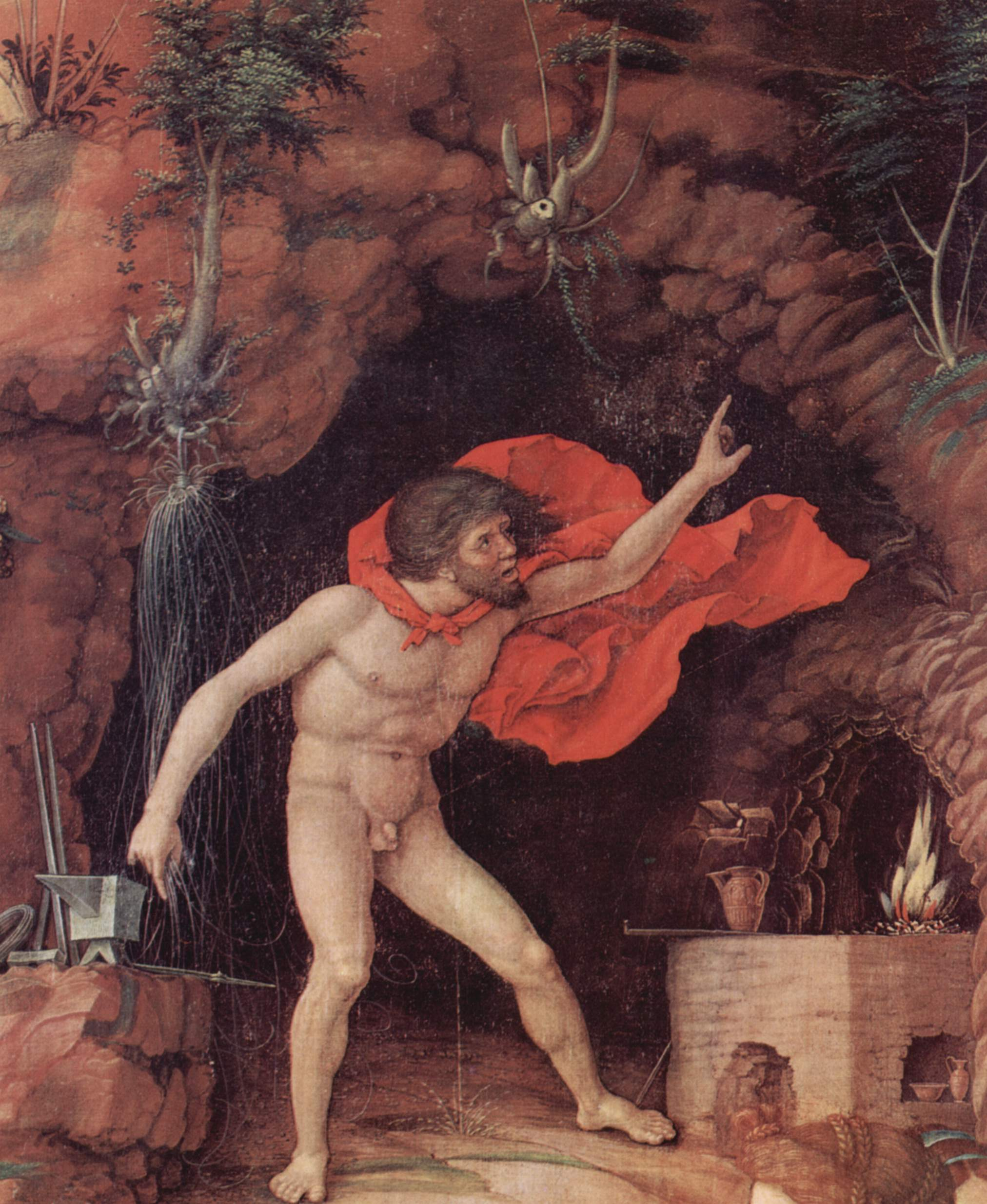
La fucina di Efesto (particolare dal Parnaso di Andrea Mantegna), signore della lavorazione dei metalli, letta dalla mitologia in chiave magica come capacità di manipolare lo spirito in essi contenuto.

I metalli hanno esercitato un'influenza significativa sulla storia del genere umano, le cui epoche di sviluppo sono state contrassegnate di volta in volta da quello in vigore in ognuna di esse, ad esempio come età del ferro, del rame, ecc.
Anticamente, nell'ambito della teoria dei quattro elementi propria della filosofia della natura, i metalli erano considerati appartenenti all'elemento terra, ma a differenza dei normali materiali terrosi, come pietre e cristalli, erano ritenuti partecipi anche delle qualità del fuoco per via della loro lucentezza e trasmissibilità calorica. L'alchimia ne studiò le proprietà, anche simboliche, riconducendo ognuno di essi ad un principio primo, e scoprendo un legame con i sette pianeti allora conosciuti dell'astrologia, dei quali si è rilevato come la diversa velocità angolare con cui si spostano nel cielo corrisponde alla differenza di conduttività dei relativi metalli. Ogni pianeta venne posto così a governo di un particolare metallo secondo i seguenti abbinamenti: Sole – oro (), Luna – argento (), Mercurio – mercurio (), Venere – rame (), Marte – ferro (), Giove – stagno (), Saturno – piombo (). La simbologia astrologica è utilizzata ancora oggi per contrassegnare questi sette metalli.
Successivamente, gli alchimisti arabi e medievali pervennero all'insegnamento che tutti i metalli del mondo sublunare fossero composti, in senso metaforico, del principio maschile dello zolfo, responsabile della facoltà combustibile, e di quello femminile del mercurio, loro madre archetipica e portatrice della caratteristica della liquidità, della volatilità, e della capacità di fusione. La possibilità di un'evoluzione personale dell'alchimista era posta in analogia alla convinzione che tutti i metalli presenti nelle viscere della terra fossero destinati a diventare oro, attraverso le opportune trasmutazioni, combinazioni di calore, ed eliminazione delle scorie.
Paracelso nel XVI secolo aggiunse allo zolfo e al mercurio anche il sale quale terzo principio delle trasmutazioni alchemiche dei metalli, stabilizzatore dei primi due. Allo stesso periodo risale uno dei primi testi sistematici sulle arti della tecnica mineraria e siderurgica, De la pirotechnia di Vannoccio Biringuccio, che nel 1540 svolse uno studio sulla fusione e la lavorazione dei metalli.
Sedici anni più tardi, Georgius Agricola pubblicò De re metallica, un rilevante e completo resoconto sulla professione di estrazione mineraria, sulla metallurgia e sull'accessorio di arti e scienze dell'industria chimica del sedicesimo secolo.

## Etimologia
Il termine «metallo» viene dal latino metallum e questo a sua volta dal greco μέταλλον (métallon). Il termine greco, sulle cui radici ci sono perplessità, in origine aveva il significato di cava o miniera, ma poi acquisì il significato di minerale e anche, in particolare, metallo, nel senso di ciò che si ottiene dalla miniera, o comunque dalle viscere della terra. Il termine latino passò poi in francese nel XII secolo come metal, nelle altre lingue neolatine ed anche, inalterato, in inglese; anche nelle lingue di ceppo germanico il termine ha subito piccoli cambiamenti: in tedesco è Metalle, metaal in olandese, metal in danese, metall in svedese e norvegese.

## Caratteristiche
Dal punto di vista chimico-fisico con metalli si può anche intendere una sostanza caratterizzata da un'elevata lucentezza, da un buon potere riflettente, da un'alta capacità di condurre il calore ed elettricità, e che è inoltre capace di fornire in soluzione ioni dotati di carica positiva e di formare ossidi a carattere basico. Tuttavia, come riconosce anche la IUPAC, spesso con il termine metallo si fa riferimento anche alle leghe metalliche; dunque con l'espressione materiale metallico si fa riferimento ad un materiale che contiene metalli o leghe metalliche. In base alle rispettive proprietà chimiche, i metalli possono dare luogo a composti di diverso tipo come ossidi basici (es: Na2O, CaO) oppure ad anidridi, cioè ossidi a carattere acido (es: V2O5, CrO3, Mn2O7; anche OsO4 ha carattere acido e dà osmiati).

### Sinossi concettuale
Risulta particolarmente complesso definire chimicamente cosa sia un metallo. In generale, la definizione di metallo riguarda gli elementi chimici. Tuttavia, come riconosce anche la IUPAC, il termine è convenzionalmente entrato in uso anche per indicare le leghe formate da elementi metallici.
Un vocabolario di concetti di chimica organica afferma che si potrebbe definire metallo: a) ogni elemento che genera cationi quando un suo sale viene solubilizzato in acqua, oppure b) ogni elemento dotato di elevata conducibilità elettrica e termica, duttilità e malleabilità. Un rapporto tecnico della IUPAC del 2002 citava come definizione di metallo quella proposta da Atkins e Jones secondo cui un metallo è un “elemento chimico" che conduce l'elettricità, è dotato di lucentezza metallica, è malleabile e duttile, forma cationi e ossidi basici". Similmente, l'enciclopedia Treccani applica la definizione di metallo solo agli elementi chimici sulla base delle proprietà chimico-fisiche proposte da Atkins e Jones.

### Proprietà
Un metallo possiede diverse proprietà (chimiche, fisiche e meccaniche), che variano a seconda della propria composizione chimica e fisica: è un materiale conduttore di calore e di elettricità; è capace di riflettere la luce, dando luogo in tal modo alla cosiddetta lucentezza metallica; può essere attaccato dagli acidi (con sviluppo di idrogeno) e dalle basi e, soprattutto nel caso dei metalli del primo e del secondo gruppo, può anche essere attaccato dall'acqua (la quale strappa loro gli elettroni di valenza dando idrogeno attraverso una reazione esotermica); spesso ha buone caratteristiche di resistenza meccanica; e infine è fusibile se sottoposto al calore.

### Caratteristiche e difetti cristallografici
| Cella elementare | Numero di atomi per cella unitaria | Numero di coordinazione | Fattore di impacchettamento atomico |
| ---------------- | ---------------------------------- | ----------------------- | ----------------------------------- |
| CCC              | 9                                  | 8                       | 0,68                                |
| CFC              | 14                                 | 12                      | 0,72                                |
| EC               | 17                                 | 12                      | 0,72                                |

I metalli sono policristalli, ovvero sono solidi formati da numerosi cristalli microscopici detti cristalliti (anche chiamati "grani" in ambito metallurgico) i quali si formano quando i metalli allo stato liquido vengono raffreddati in maniera controllata. Le dimensioni dei grani sono immagine della velocità a cui avviene il processo di raffreddamento e i loro bordi rappresentano un'importante zona di discontinuità della struttura metallica.
La disposizione spaziale degli atomi dei metalli sono quelle tipiche dei solidi cristallini, ovvero gli atomi sono disposti secondo una disposizione geometrica regolare che si ripete indefinitamente nelle tre dimensioni spaziali (reticolo cristallino). Per ogni reticolo cristallino è possibile individuare una cella elementare, cioè la più piccola parte del cristallo che, ripetuta nello spazio attraverso traslazioni, forma l'intero cristallo. Le più comuni celle elementari nel caso dei metalli sono: 
- la cella cubica a corpo centrato (CCC): ferro, tungsteno e molibdeno;
- la cella cubica a facce centrate (CFC): rame e alcune sue leghe, acciaio austenitico, leghe di alluminio o di nichel, piombo, oro e argento;
- la cella esagonale compatta (EC): magnesio, cadmio e zinco.[20]

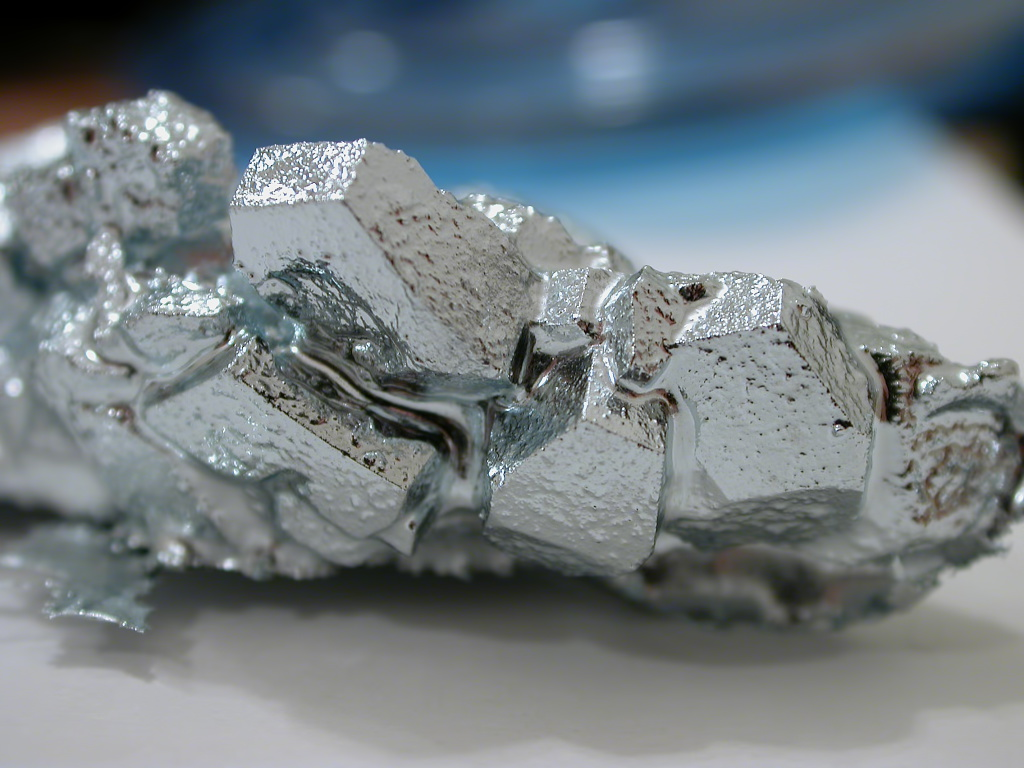
Cristalli di gallio
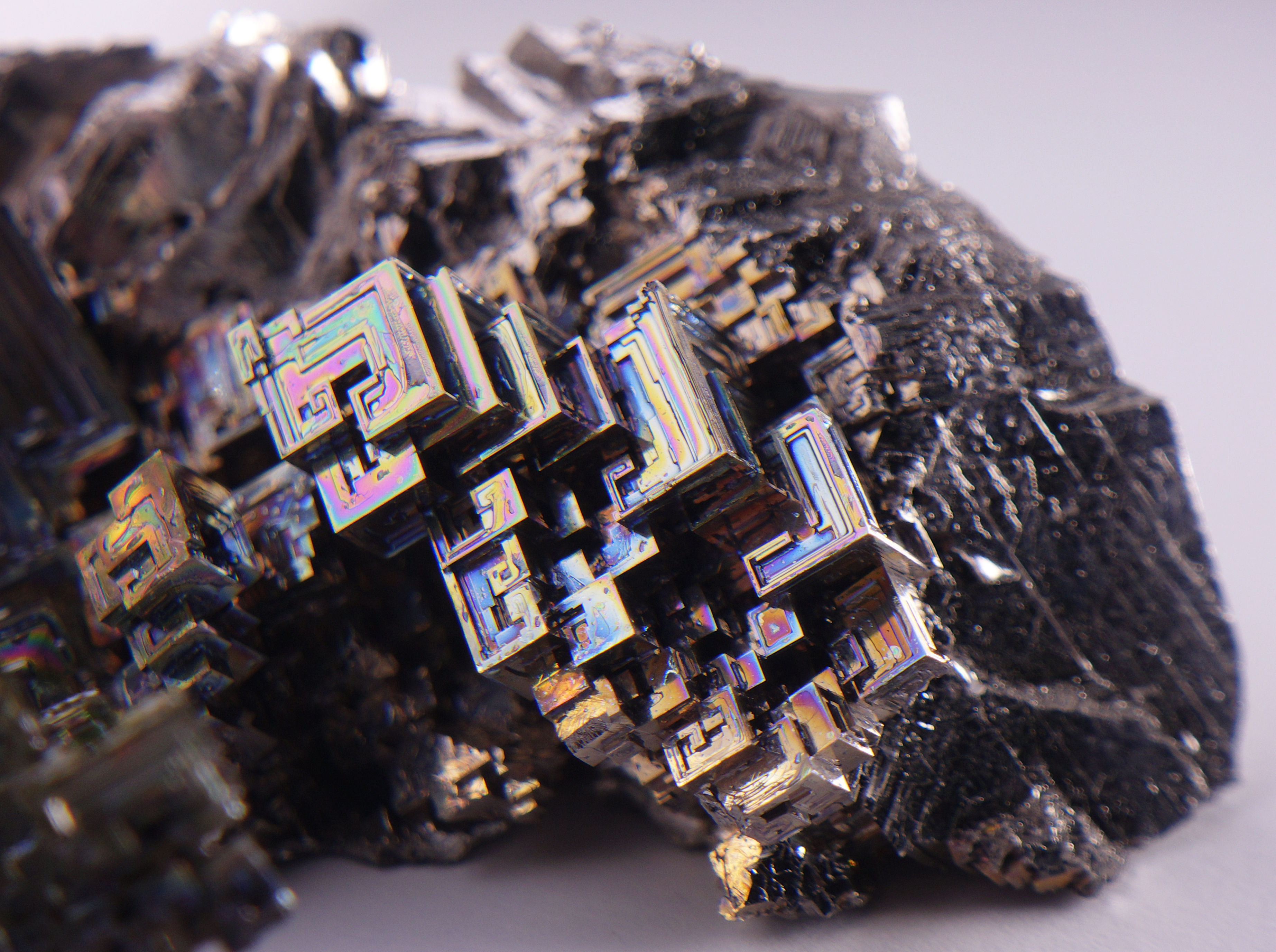
Cristalli di bismuto
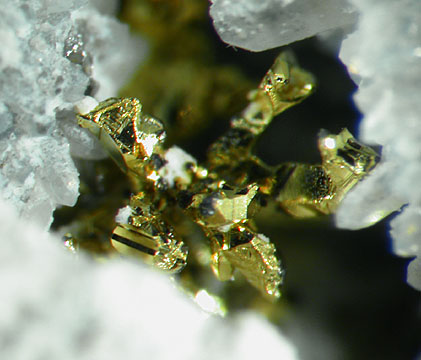
Cristallo di oro
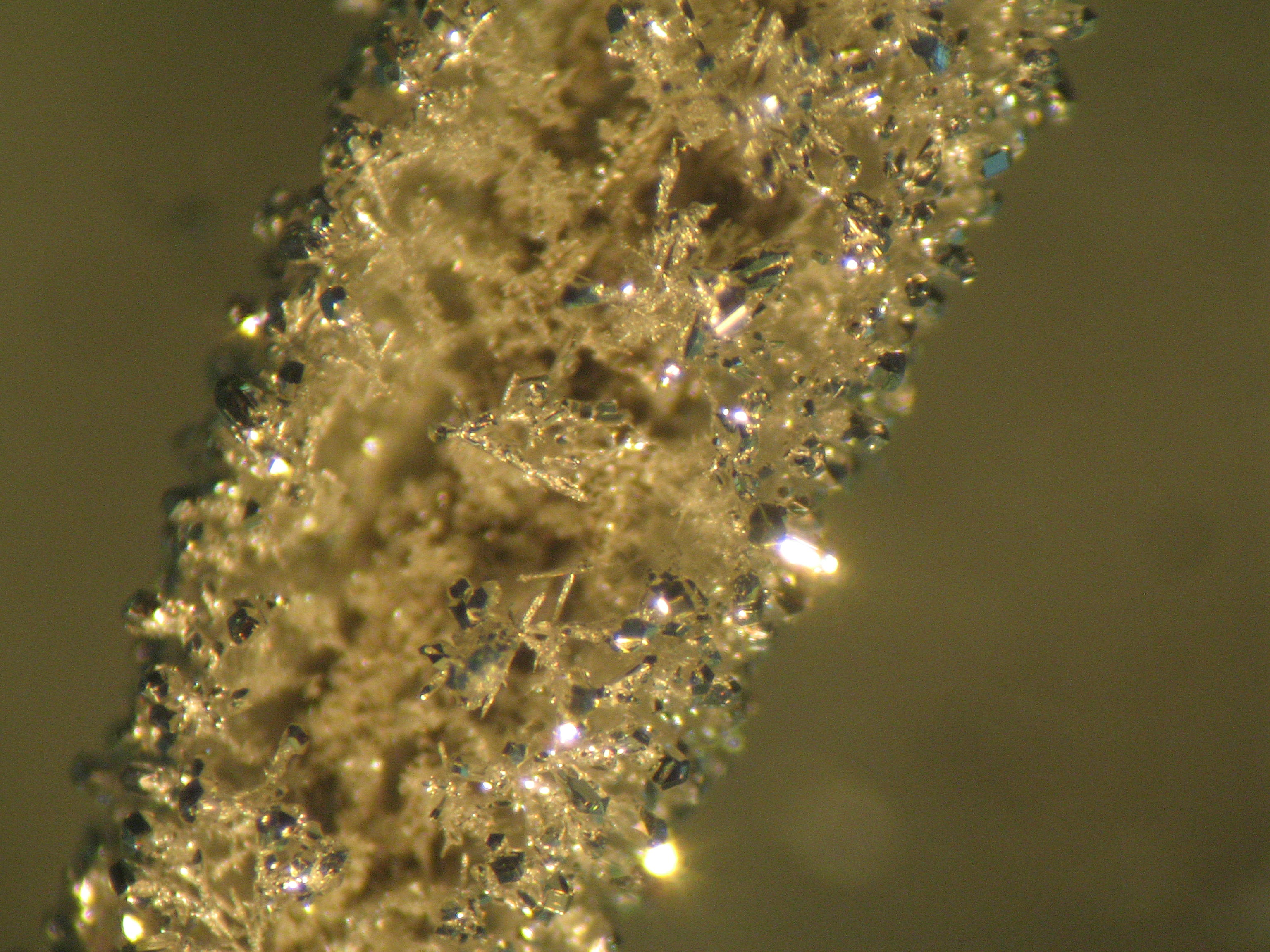
Cristalli di argento al microscopio
Cristallo di rame al microscopio elettronico

La ripetitività della struttura cristallina di un metallo è interrotta localmente da difetti che possono essere di vario genere.
- Difetti di punto: sono le occasionali vacanze (la cui concentrazione dipende dalla temperatura secondo un legame esponenziale), gli atomi sostituzionali o interstiziali (specie quando nelle soluzioni solide è notevole la differenza nelle dimensioni degli elementi componenti), gli atomi autointerstiziali (nel caso di atomi uguali a quelli del reticolo), i difetti di Frenkel (uno ione positivo lascia la sua posizione reticolare, creando così una vacanza cationica, per andare a formare uno ione interstiziale) e di Schottky (coppia di una vacanza anionica e cationica in un solido ionico).
- Difetti di linea: separano parti che hanno subito lo slittamento da altre che non lo hanno subito. Accumulano tensione e per effetto dell'applicazione di sforzi tendono a moltiplicarsi. Sono detti dislocazioni.
- Difetti di superficie: ovvero i bordi di grano presso i quali cambia interamente l'orientamento dei piani di reticolo da un grano all'altro.
- Difetti di volume: le irregolarità nella sequenza ordinata dei piani cristallini nel metallo.

Poiché questi difetti influenzano enormemente il comportamento metallico sono estremamente importanti per la metallurgia.

### Proprietà meccaniche
Sottoposto ad uno sforzo crescente, il metallo in un primo tempo si deformerà linearmente secondo la legge di Hooke, dunque in maniera elastica: cessando lo sforzo applicatogli, il metallo tornerà alla forma originale.
L'aumentare dello sforzo oltre un certo limite imporrà in seguito una irreversibile deformazione plastica accompagnata dall'incrudimento, cioè da un aumento progressivo del limite elastico del materiale e del valore della tensione di rottura. Se il valore teorico di energia necessario per deformare plasticamente un campione è notevolmente maggiore rispetto a quello in effetti necessario, ciò è dovuto alla presenza, nella realtà, di dislocazioni, ossia di discontinuità di linea nella struttura cristallina che a seconda della forma sono dette a vite, a spigolo o miste.
A seconda della natura del metallo, esso potrà subire fratture duttili o fragili. Nel primo caso il metallo si deforma sensibilmente nel campo plastico, si verifica uno strizzamento a causa dei microvuoti venutisi a creare, e la superficie di frattura avrà una forma caratteristica a coppa cono. Nel secondo caso la frattura è improvvisa non appena oltrepassato il limite elastico, e la superficie di frattura è perpendicolare alla direzione dello sforzo, di aspetto brillante e cristallino.

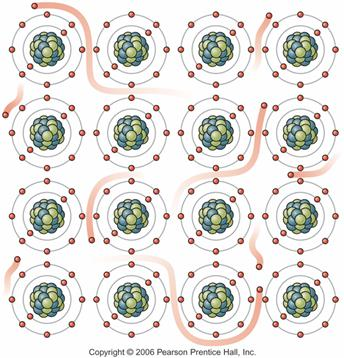
Illustrazione del gas di elettroni: gli elettroni del metallo sono liberi di muoversi nel reticolo di nuclei.

### Proprietà elettriche e termiche
I metalli tendono a cedere con facilità i propri elettroni di valenza e a non tenersi quelli in eccesso per raggiungere la configurazione elettronica dei gas nobili: hanno cioè una bassa energia di ionizzazione e una scarsa affinità elettronica. Quando più atomi metallici si aggregano a formare una struttura cristallina gli elettroni di legame vengono condivisi tra tutti i partecipanti dando luogo ad orbitali molecolari delocalizzati in tutto il solido. La delocalizzazione elettronica e l'elevato numero di oggetti presenti contribuisce a tenere insieme gli ioni costituenti, anche se l'energia di legame per atomo non è molto elevata; nel contempo, essa dà luogo alla sovrapposizione delle bande di energia, permettendo di conseguenza alle cariche di muoversi liberamente all'interno del metallo. Si parla per questo di gas di elettroni e il tipo di legame che viene a formarsi tra gli atomi è detto legame metallico. La disponibilità di tante cariche libere spiega bene l'ottima conducibilità elettrica e termica, insieme alla proprietà di assorbire e/o riflettere la luce valida anche per strati sottilissimi, di poche decine di atomi.

### Proprietà chimiche
I metalli nella tavola periodica presentano comportamento chimico simile a seconda del gruppo cui appartengono. Essi sono suddivisi in: metalli alcalini (gruppo 1), metalli alcalino terrosi (gruppo 2), metalli di transizione (gruppi da 4 a 12), metalli del blocco p (gruppi 13 a 15). Sono considerati metalli anche i lantanoidi e gli attinoidi. La maggior parte degli elementi chimici metallici si trova nella zona di transizione ed è caratterizzata da peso atomico medio o medio-alto.
Spostandosi da destra a sinistra e dall'alto verso il basso nella tavola periodica passiamo a metalli con energia di ionizzazione e peso atomico via via decrescente. Per questo motivo gli elementi metallici situati in basso a destra sono i più pesanti e generalmente si trovano in natura allo stato metallico perché meno reattivi, mentre i metalli situati a sinistra della tavola periodica, i più leggeri, possono essere portati allo stato metallico solo con difficoltà, generalmente tramite riduzione elettrolitica, perché altamente reattivi.
La maggior parte dei metalli tende a ossidarsi spontaneamente all'aria atmosferica e gli ossidi che si formano sono generalmente basici. Il processo può richiedere molto tempo per alcuni metalli, mentre per altri può avvenire addirittura con produzione di fiamma, specialmente se ridotti in polvere. Tali metalli sono detti combustibili e fra di essi troviamo cromo, titanio, alluminio, magnesio, zinco e vanadio. In alcuni metalli, come l'alluminio, avviene la passivazione, ovvero si forma uno strato di ossido sulla superficie esposta agli agenti atmosferici che impedisce all'ossigeno di raggiungere e ossidare gli strati di metallo sottostanti.
Alcuni metalli (in particolare cromo, manganese, molibdeno e vanadio), quando assumono numeri di ossidazione molto elevati, formano ossidi a comportamento prettamente acido e possono conseguentemente formare sali ternari. Alcuni esempi sono:
- cromati (n.o.=+6), come il cromato di potassio (K2CrO4 );
- manganati (n.o.=+6), come il manganato di potassio (K2MnO4);
- permanganati (n.o.=+7), come il permanganato di potassio (KMnO4);
- molibdati (n.o.=+6), come il molibdato di sodio (Na2MoO4);
- vanadati (n.o.=+5), come il vanadato d'ammonio (NH4VO3).

## Classificazione dei metalli

### Classificazione chimica
I metalli possono essere classificati in base al proprio comportamento chimico. In questo caso si ritrovano i raggruppamenti tipici della tavola periodica: metalli, metalli alcalini, metalli alcalino-terrosi, metalli di transizione, metalli lantanoidi e metalli attinoidi.

### Metalli leggeri, pesanti, superpesanti
Una classificazione ampiamente utilizzata è quella che distingue tra metalli leggeri, pesanti e superpesanti. Tuttavia non esiste una rigorosa definizione di questi tre gruppi da parte della IUPAC o di organismi simili. In numerosi articoli e pubblicazioni scientifiche i termini "leggero", "pesante" e "superpesante" vengono utilizzati senza darne una chiara definizione o si danno definizioni in contrasto tra loro basate sulla densità, sul peso atomico o su altre proprietà chimiche. Ad esempio, mentre in molti libri si parla di metalli quali il bario, il lantanio e il cerio come di metalli pesanti, in alcuni articoli si parla degli stessi elementi come di metalli superpesanti.

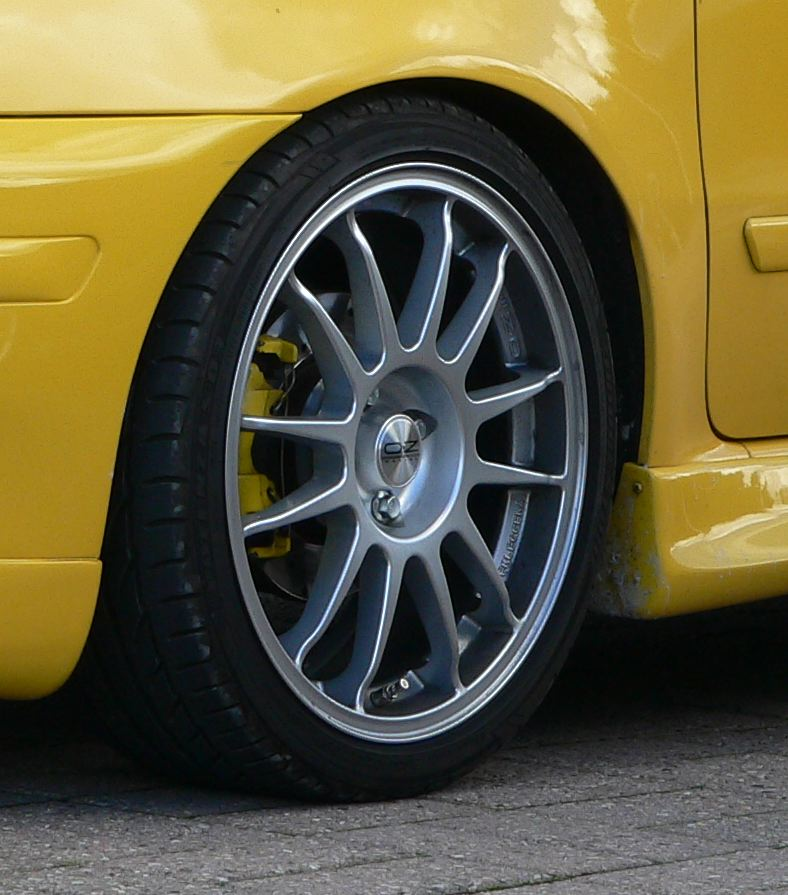
Un cerchione per autovettura realizzato in lega di alluminio, una lega leggera.

In metallurgia vengono chiamati metalli leggeri quegli elementi che possono essere utilizzati in combinazione ad altri materiali per renderli più leggeri pur preservandone le buone caratteristiche strutturali, detti leghe leggere. Sono considerati metalli leggeri l'alluminio, il magnesio, il berillio e il titanio.

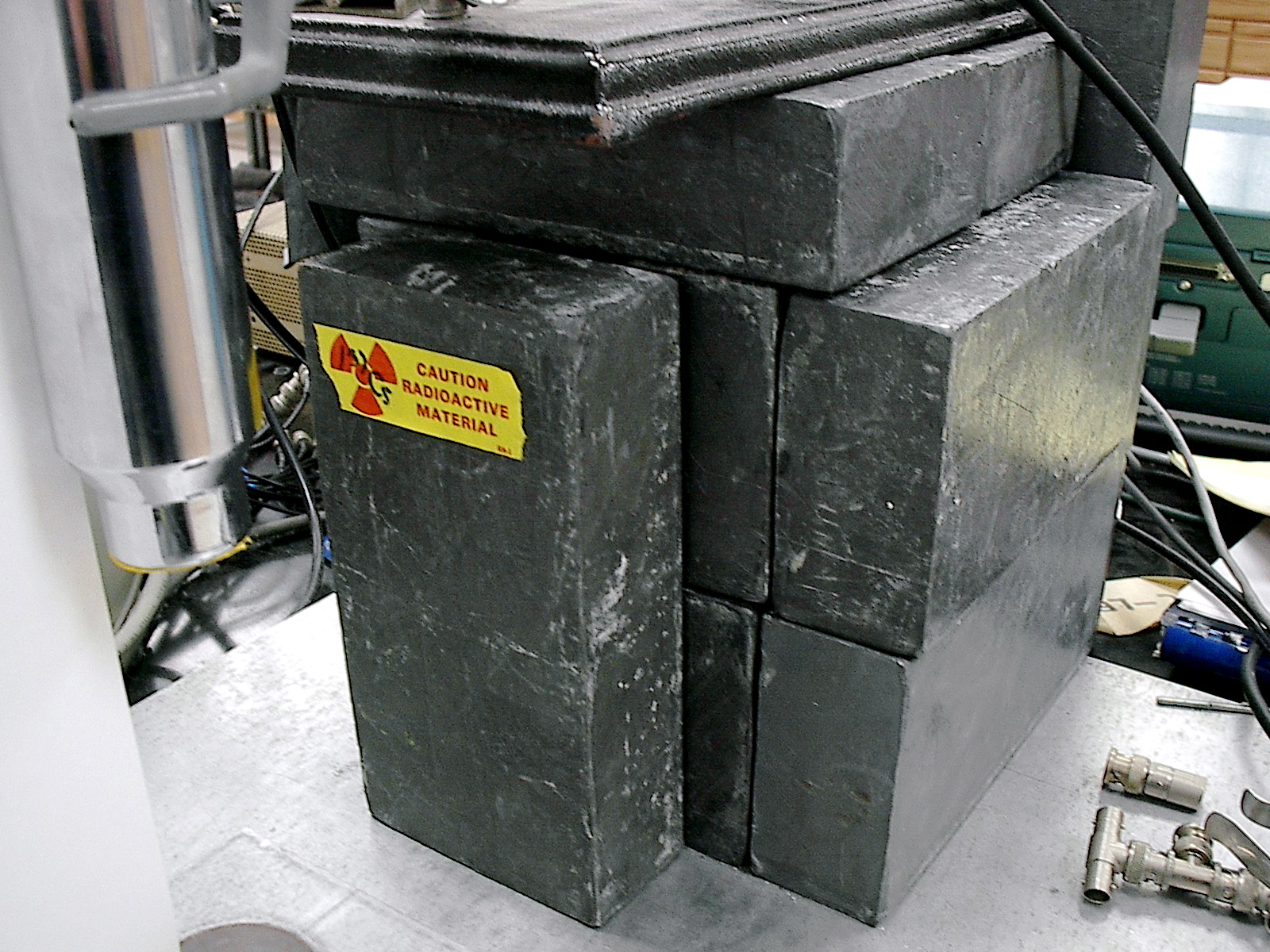
Blocchi di piombo utilizzati per schermare del materiale radioattivo. Il piombo è considerato un metallo pesante.

Spesso all'aggettivo pesante è associato il concetto di tossicità (probabilmente dovuta all'espressione avvelenamento da metalli pesanti), anche se di per sé la densità di un metallo non ha un legame diretto con effetti sul corpo umano. La tossicità di una qualunque sostanza dipende dalla sua natura (esatto composto chimico) e dalla sua quantità. Un composto chimico può essere tossico pur essendo formato da atomi di elementi chimici che presi singolarmente non sono tali, e viceversa. Inoltre una certa sostanza può essere ben tollerata o addirittura necessaria se al di sotto di una certa quantità. Infine la tossicità dipende dalla combinazione e sinergia con altri elementi. Metalli indicati come "pesanti" messi tipicamente in correlazione alla loro tossicità e bioaccumulazione nella catena alimentare sono: mercurio, cromo, cadmio, arsenico, piombo e recentemente uranio.
Vengono solitamente chiamati metalli superpesanti gli elementi chimici superpesanti (transattinoidi) a carattere metallico. Questi, in realtà, sono elementi artificiali che sono stati sintetizzati ancora in quantità troppo piccole perché si possa comprendere se abbiano davvero carattere metallico o meno; se ne presume il carattere metallico sulla base di calcoli teorici. Per esempio si ipotizza che gli elementi dal 104 al 112 siano ottimi metalli nobili.

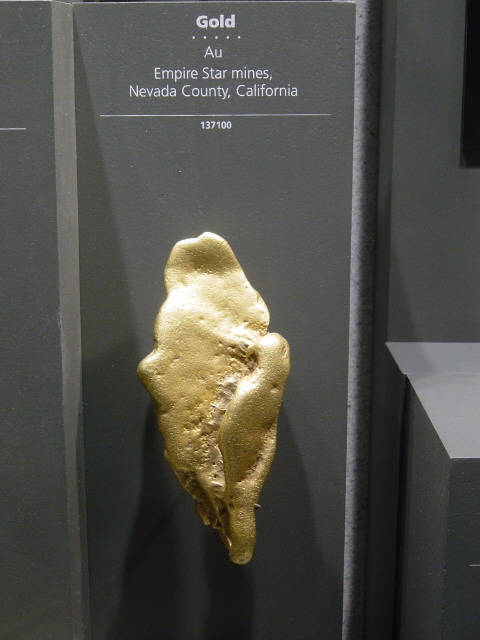
Pepita d'oro lunga circa 15 cm. Essendo un metallo nobile, l'oro può essere ritrovato in natura come metallo puro, perché difficilmente ossidabile.

### Metalli vili, metalli nobili e metalli preziosi
In metallurgia e in chimica si parla di metalli nobili e metalli vili in riferimento alla resistenza che un metallo oppone alla corrosione e all'ossidazione in aria umida. La maggior parte dei metalli nobili sono anche considerati preziosi, ovvero contemporaneamente utili in molti ambiti tecnologici e metallurgici e rari nella crosta terrestre. Alcuni dizionari contrappongono il termine "vile" al termine "prezioso", usandolo così per indicare i metalli comuni, facilmente reperibili. Esempi di metalli nobili e preziosi sono l'oro, l'argento e il platino, mentre alcuni metalli considerati vili, ovvero facili da ossidare o corrodere, sono il ferro, il piombo e lo zinco.

### Metalli ferrosi e non ferrosi
Si parla di metalli ferrosi in riferimento a leghe metalliche che contengono una certa quantità minima di ferro. Le leghe che non contengono una quantità apprezzabile di ferro sono dette metalli (più propriamente leghe) non ferrosi.

## Estrazione e lavorazione dei metalli

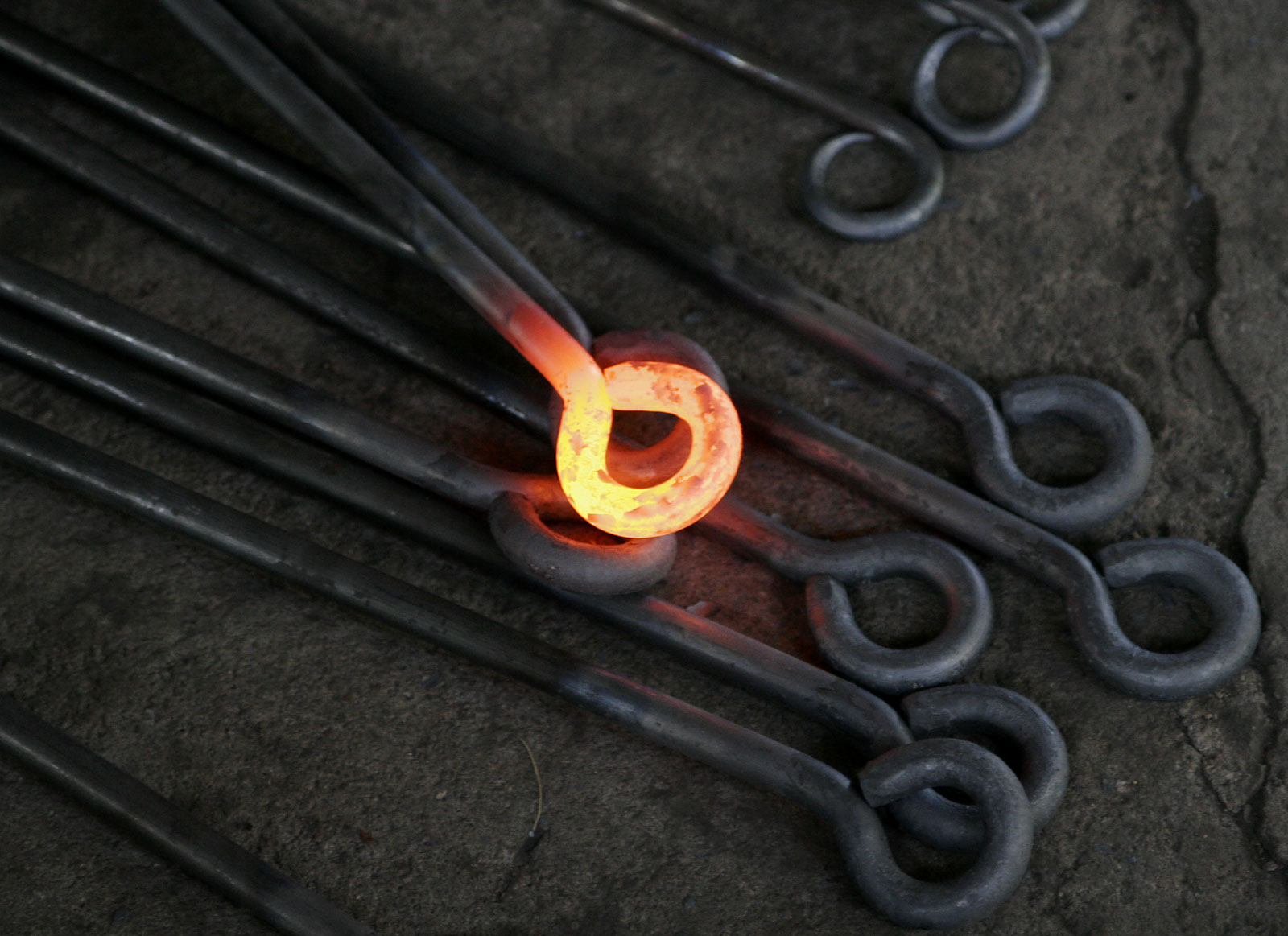
Metallo lavorato a caldo.

Il minerale che contiene il metallo viene prelevato dalle miniere. In seguito avviene l'estrazione della materia prima. L'estrazione consiste nel separare il metallo dalle altre sostanze. Dopo l'estrazione, il metallo viene fuso e poi raffinato, cioè ne vengono eliminate le impurità fino ad ottenere la percentuale di purezza desiderata. A questo punto il metallo viene colato, cioè viene estratto dal forno come metallo fuso. I metalli fusi possono quindi essere modellati, messi in appositi stampi e infine assumere la forma data.
Per ottenere i prodotti metallici finiti bisogna prima passare alla produzione dei semilavorati, cioè di lastre, lingotti, bramme, blumi o billette; successivamente si passa alla lavorazione meccanica, cioè alla laminazione e agli stampaggi dei semilavorati.
Talvolta i metalli sono soggetti a trattamento galvanico per dar loro maggior resistenza alla corrosione e migliorarne la lucentezza.

## Leghe metalliche
Alcune delle leghe metalliche più comuni sono:
- Il bronzo (lega rame-stagno, ma anche -alluminio, -nichel, -berillio)
- L'ottone (lega rame-zinco, con aggiunta di Fe, As, Sn, Sb, Al, ed altri metalli e metalloidi)
- Gli acciai (leghe ferro-carbonio-cromo-nichel-molibdeno ed altri metalli cobalto, vanadio).

## Fenomeni degenerativi
Un particolare tipo di frattura fragile è il cosiddetto clivaggio, tipico dei metalli con struttura cubica a corpo centrato (CCC), e più raramente di metalli con struttura esagonale compatta (EC). Il clivaggio è frutto di sforzi elevati condotti a bassa temperatura. Il clivaggio è in genere transgranulare ma può essere anche intergranulare se a bordo grano sono presenti particolari precipitati o impurezze.
Il creep è invece un fenomeno che avviene ad alte temperature che in funzione del tempo vede prima l'aumento delle dislocazioni e l'incrudimento, fenomeno non attivato termicamente (creep primario), quindi il disancoramento delle dislocazioni (fenomeno questo si attivato termicamente) che, dopo aver pareggiato l'intensità dell'incrudimento (creep secondario, in cui la velocità di creep diventa stazionaria), la supera, accelera la velocità di deformazione (creep terziario) e induce infine una rottura.
Creep dei metalli: deformazione plastica dipendente dal tempo detta anche scorrimento viscoso a caldo che avviene quando un materiale metallico è sottoposto ad una sollecitazione costante a temperatura elevata. Il meccanismo del creep viene illustrato da curve che riportano la deformazione in funzione del tempo e si può suddividere in varie fasi:
- Allungamento elastico istantaneo
- Creep primario: la velocità di deformazione decresce con il tempo, a causa del blocco delle dislocazione e conseguente incrudimento.
- Creep secondario: a tempi maggiori, la diffusione degli atomi, permette un parziale sblocco delle dislocazioni rendendo nuovamente possibile il loro scorrimento. Il blocco e lo sblocco si equilibrano e la velocità di deformazione rimane pressoché costante.
- Creep terziario: la velocità di deformazione aumenta rapidamente e in breve il materiale arriva a rottura, in seguito alla formazione di microvuoti al bordo grano ed il successivo scorrimento dei grani tra di loro.

Nota: l'aumento della temperatura provoca l'innalzamento della curva di creep e la diminuzione della durata delle varie fasi (il materiale si rompe più velocemente).
La fatica è quel fenomeno per il quale un metallo sottoposto ad uno sforzo ciclico può pervenire a rottura anche per valori dello sforzo molto al di sotto del suo limite di snervamento. Ad una prima fase di incrudimento (hardering) segue l'assestamento microstrutturale (softering), l'orientarsi delle dislocazioni presso precise bande di slittamento, il presentarsi presso la superficie di caratteristiche microintrusioni e microestrusioni. È lungo le bande di slittamento, che si presentano dopo appena il 5% della vita utile del campione, che avrà luogo la rottura il cui punto di innesco è appena al di sotto della superficie. La rugosità superficiale è un parametro importantissimo per quel che riguarda la resistenza a fatica di un metallo.
Fatica dei metalli: i materiali vengono sottoposti a sollecitazioni cicliche che possono portare a rottura il componente anche per carichi inferiori al carico di rottura; queste prove avvengono in prevalenza su componenti in movimento e si articolano in 3 fasi:
- Innesco della cricca: in un punto in cui la geometria del componente permette una concentrazione degli sforzi oppure in corrispondenza di difetti.
- Propagazione della cricca: avviene per effetto dell'applicazione ciclica dello sforzo e provoca una riduzione della sezione resistente.
- Rottura finale: avviene in corrispondenza del raggiungimento delle dimensioni critiche da parte della cricca.

Lo studio della resistenza a fatica dei materiali viene effettuato con prove accelerate su provini già dotati di intaglio (pre – criccati) e i risultati vengono riportati in grafici “sforzo-numero di cicli a rottura” [σ-N]. Alcuni materiali presentano un limite di fatica, ovvero un asintoto della curva [σ-N], al di sotto del quale non si ha più diminuzione della resistenza a fatica all'aumentare di N (es. acciaio 1047), su provini già dotati di intagli (pre – criccati).
La corrosione nasce dalle iterazioni di ossidoriduzione con l'ambiente e naturalmente è particolarmente dannosa per i metalli. Si cercano espedienti per prevenire come un rivestimento in PVC, la verniciatura o utilizzare un anodo sacrificale. Variegata la casistica: la corrosione può avvenire in fessura o per aerazione differenziata, intergranulare, per 'pitting (superato in un punto il film protettivo), esaltata da un ambiente galvanico o dalle forti tensioni cui il pezzo è soggetto.
L'usura infine distrugge il metallo in presenza di un ambiente tribologico, dove cioè vi è attrito tra il pezzo e altre componenti. L'usura può essere dovuta alle forze fluidodinamiche: è detta tribossidazione in un ambiente particolarmente aggressivo; si dice adesiva quando è determinata da microgiunzioni venutesi a creare tra le creste di rugosità di due corpi in mutuo slittamento l'uno sull'altro; infine erosiva quando semplicemente una superficie è in moto relativo contro particelle particolarmente dure. Un caso particolare risulta la corrosione-erosione, in cui un'usura superficiale non eccessiva è però sufficiente ad asportare lo strato superficiale passivato, ripresentando quindi metallo vivo agli agenti corrosivi.